# Leichtathletik-Weltmeisterschaften 2023/Teilnehmer (Brasilien)
| Goldmedaillen | Silbermedaillen | Bronzemedaillen |
| ------------- | --------------- | --------------- |
| —             | —               | 1               |

Der Leichtathletikverband von Brasilien nahm an den Leichtathletik-Weltmeisterschaften 2023 in Budapest teil. 55 Athletinnen und Athleten wurden vom brasilianischen Verband nominiert.

## Ergebnisse

### Männer

#### Laufdisziplinen
| Athlet | Disziplin    | Vorlauf     | Vorlauf | Halbfinale | Halbfinale | Finale       | Finale |
| Athlet | Disziplin    | Zeit        | Platz   | Zeit       | Platz      | Zeit         | Platz  |
| --- | ------------ | ----------- | ------- | ---------- | ---------- | ------------ | ------ |
| Paulo André de Oliveira                                                                                              | 100 m        | 10,25 s     | 33      | DNQ        | DNQ        | –            | –      |
| Felipe Bardi | 100 m        | 10,25 s     | 34      | DNQ        | DNQ        | –            | –      |
| Erik Cardoso | 100 m        | 10,36 s     | 42      | DNQ        | DNQ        | –            | –      |
| Renan Gallina | 200 m        | 20,44 s     | 21      | 20,43 s    | 15         | DNQ          | DNQ    |
| Lucas Rodrigues da Silva                                                                                             | 200 m        | 20,86 s     | 36      | DNQ        | DNQ        | –            | –      |
| Jorge Vides | 200 m        | 20,80 s     | 34      | DNQ        | DNQ        | –            | –      |
| Lucas Carvalho | 400 m        | 45,34 s     | 25      | DNQ        | DNQ        | –            | –      |
| Eduardo Ribeiro | 800 m        | 1:47,75 min | 37      | DNQ        | DNQ        | –            | –      |
| Gabriel Constantino                                                                                                  | 110 m Hürden | 13,58 s     | 25      | DNQ        | DNQ        | –            | –      |
| Eduardo de Deus | 110 m Hürden | 13,37 s SB  | 12      | 13,52 s    | 18         | DNQ          | DNQ    |
| Rafael Pereira | 110 m Hürden | 13,52 s     | 21      | 13,52 s    | 19         | DNQ          | DNQ    |
| Alison dos Santos | 400 m Hürden | 48,12 s     | 1       | 47,38 s SB | 5          | 48,10 s      | 5      |
| Johnatas Cruz | Marathon     |             |         |            |            | 2:15:13 h    | 28     |
| Paulo Roberto Paula                                                                                                  | Marathon     |             |         |            |            | 2:17:18 h    | 38     |
| Justino Pedro da Silva                                                                                               | Marathon     |             |         |            |            | 2:25:53 h    | 57     |
| Max dos Santos | 20 km Gehen  |             |         |            |            | 1:24:10 h PB | 36     |
| Caio Bonfim | 20 km Gehen  |             |         |            |            | 1:17:47 h NR | 3      |
| Caio Bonfim | 35 km Gehen  |             |         |            |            | 2:27:45 h    | 10     |
| Felipe Bardi Erik Cardoso Rodrigo do Nascimento Paulo André de Oliveira (nur im Vorlauf) Jorge Vides (nur im Finale) | 4 × 100 m    | 38,19 s SB  | 7       |            |            | DSQ          | DSQ    |

#### Sprung/Wurf
| Athlet                   | Disziplin   | Qualifikation | Qualifikation | Finale     | Finale |
| Athlet                   | Disziplin   | Weite/Höhe    | Platz         | Weite/Höhe | Platz  |
| ------------------------ | ----------- | ------------- | ------------- | ---------- | ------ |
| Fernando Ferreira        | Hochsprung  | 2,25 m SB     | 16            | DNQ        | DNQ    |
| Almir dos Santos         | Dreisprung  | 16,34 m       | 21            | DNQ        | DNQ    |
| Welington Morais         | Kugelstoßen | 20,30 m       | 17            | DNQ        | DNQ    |
| Darlan Romani            | Kugelstoßen | 22,37 m SB    | 1             | 21,41 m    | 8      |
| Luiz Mauricio da Silva   | Speerwurf   | 77,70 m       | 20            | DNQ        | DNQ    |
| Pedro Henrique Rodrigues | Speerwurf   | 72,34 m       | 34            | DNQ        | DNQ    |

#### Zehnkampf
| Athlet       | Disziplin | 100 m   | Weitsprung | Kugelstoßen | Hochsprung | 400 m   | 110 m Hürden | Diskuswurf | Stabhochsprung | Speerwurf | 1500 m      | Punkte | Platz |
| ------------ | --------- | ------- | ---------- | ----------- | ---------- | ------- | ------------ | ---------- | -------------- | --------- | ----------- | ------ | ----- |
| José Santana | Ergebnis  | 10,77 s | 6,92 m     | 12,90 m     | 1,93 m     | 49,31 s | 13,94 s PB   | 42,60 m    | 4,80 m         | 69,19 m   | 5:00,91 min | 7935   | 14    |
| José Santana | Platz     | 13      | 24         | 21          | 16         | 15      | 4            | 14         | 12             | 2         | 15          | 7935   | 14    |
| José Santana | Punkte    | 912     | 695        | 661         | 740        | 847     | 982          | 718        | 849            | 877       | 554         | 7935   | 14    |

### Frauen

#### Laufdisziplinen
| Athlet                                                             | Disziplin        | Vorlauf        | Vorlauf | Halbfinale     | Halbfinale | Finale       | Finale |
| Athlet                                                             | Disziplin        | Zeit           | Platz   | Zeit           | Platz      | Zeit         | Platz  |
| ------------------------------------------------------------------ | ---------------- | -------------- | ------- | -------------- | ---------- | ------------ | ------ |
| Vitória Cristina Rosa                                              | 100 m            | 11,57 s        | 42      | DNQ            | DNQ        | –            | –      |
| Vitória Cristina Rosa                                              | 200 m            | 23,86 s        | 44      | DNQ            | DNQ        | –            | –      |
| Ana Azevedo                                                        | 200 m            | 23,45 s        | 34      | DNQ            | DNQ        | –            | –      |
| Tábata de Carvalho                                                 | 400 m            | 54,15 s        | 47      | DNQ            | DNQ        | –            | –      |
| Tiffani Marinho                                                    | 400 m            | 53,12 s        | 44      | DNQ            | DNQ        | –            | –      |
| Flávia de Lima                                                     | 800 m            | 2:00,92 min SB | 31      | 2:00,77 min SB | 17         | DNQ          | DNQ    |
| Jaqueline Weber                                                    | 1500 m           | 4:14,46 min PB | 52      | DNQ            | DNQ        | –            | –      |
| Maria Lucineida da Silva                                           | 10.000 m         |                |         |                |            | 35:54,18 min | 21     |
| Caroline Tomaz                                                     | 100 m Hürden     | 13,59 s        | 42      | DNQ            | DNQ        | –            | –      |
| Chayenne da Silva                                                  | 400 m Hürden     | 56,25 s        | 31      | DNQ            | DNQ        | –            | –      |
| Tatiane da Silva                                                   | 3000 m Hindernis | 10:19,80 min   | 34      |                |            | DNQ          | DNQ    |
| Valdilene dos Santos Silva                                         | Marathon         |                |         |                |            | 2:39:58 h    | 47     |
| Andreia Hessel                                                     | Marathon         |                |         |                |            | 2:42:23 h SB | 52     |
| Mirela Saturnino                                                   | Marathon         |                |         |                |            | 2:47:29 h    | 64     |
| Érica de Sena                                                      | 20 km Gehen      |                |         |                |            | 1:29:53 h    | 13     |
| Gabriela de Sousa                                                  | 20 km Gehen      |                |         |                |            | 1:33:59 h    | 26     |
| Viviane Lyra                                                       | 20 km Gehen      |                |         |                |            | 1:28:36 h PB | 8      |
| Érica de Sena                                                      | 35 km Gehen      |                |         |                |            | DNF          | DNF    |
| Viviane Lyra                                                       | 35 km Gehen      |                |         |                |            | 2:44:40 h NR | 4      |
| Elianay Pereira                                                    | 35 km Gehen      |                |         |                |            | 3:16:11 h SB | 36     |
| Ana Azevedo Gabriela Mourão Vitória Cristina Rosa Rosângela Santos | 4 × 100 m        | 43,46 s SB     | 15      |                |            | DNQ          | DNQ    |

#### Sprung/Wurf
| Athletin            | Disziplin      | Qualifikation | Qualifikation | Finale     | Finale |
| Athletin            | Disziplin      | Weite/Höhe    | Platz         | Weite/Höhe | Platz  |
| ------------------- | -------------- | ------------- | ------------- | ---------- | ------ |
| Valdiléia Martins   | Hochsprung     | 1,85 m        | 27            | DNQ        | DNQ    |
| Lissandra Campos    | Weitsprung     | 6,01 m        | 33            | DNQ        | DNQ    |
| Eliane Martins      | Weitsprung     | 6,38 m        | 26            | DNQ        | DNQ    |
| Letícia Melo        | Weitsprung     | 6,73 m SB     | 7             | 6,12 m     | 12     |
| Gabriele dos Santos | Dreisprung     | 13,66 m       | 23            | DNQ        | DNQ    |
| Juliana Campos      | Stabhochsprung | 4,50 m        | 22            | DNQ        | DNQ    |
| Lívia Avancini      | Kugelstoßen    | 16,62 m       | 28            | DNQ        | DNQ    |
| Ana Caroline Silva  | Kugelstoßen    | 17,18 m       | 25            | DNQ        | DNQ    |
| Izabela da Silva    | Diskuswurf     | 58,45 m       | 22            | DNQ        | DNQ    |
| Andressa de Morais  | Diskuswurf     | 59,15 m       | 17            | DNQ        | DNQ    |
| Jucilene de Lima    | Speerwurf      | 59,76 m       | 11            | 60,34 m    | 8      |